# Diana Luna

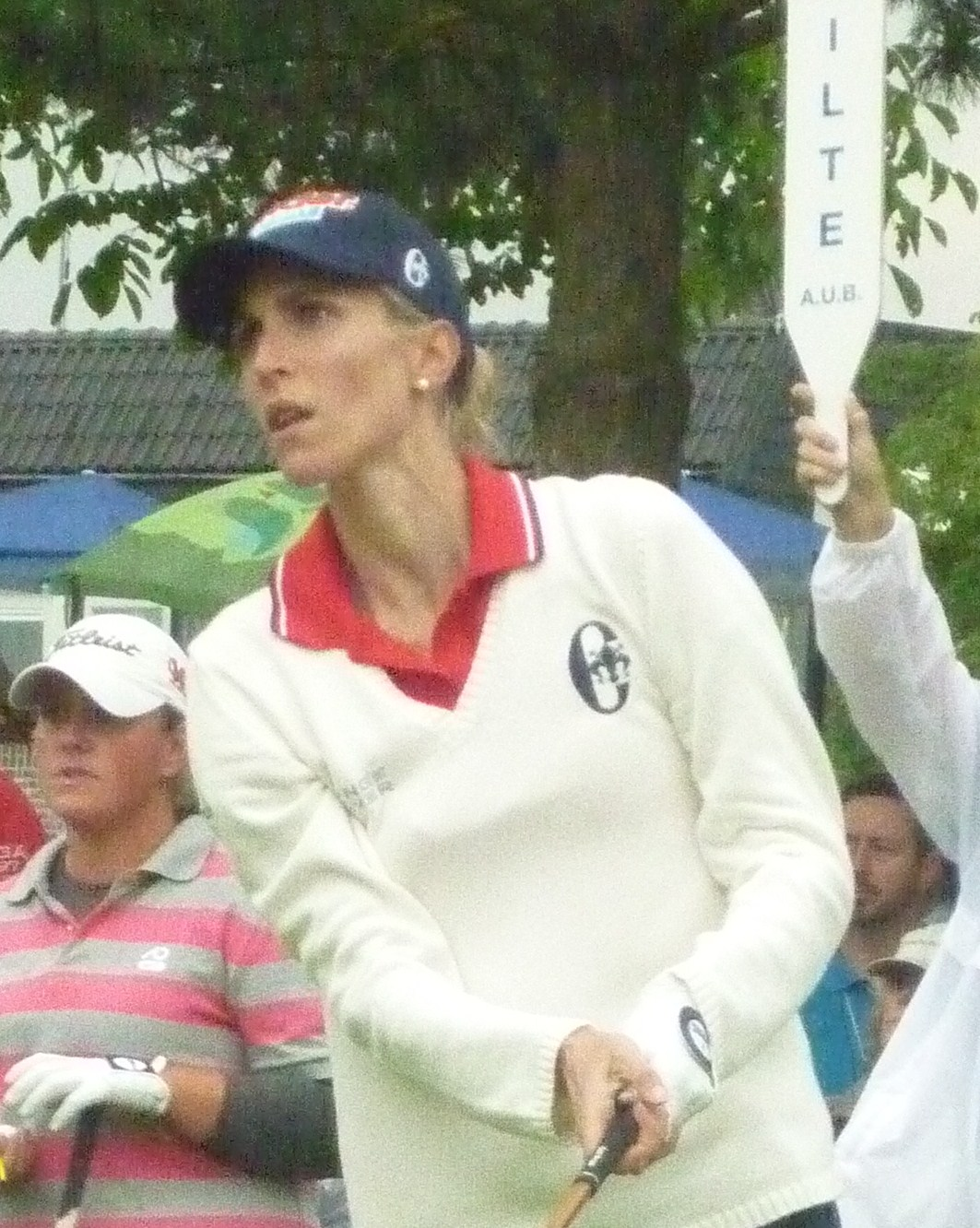
Deloitte Ladies Open 2011

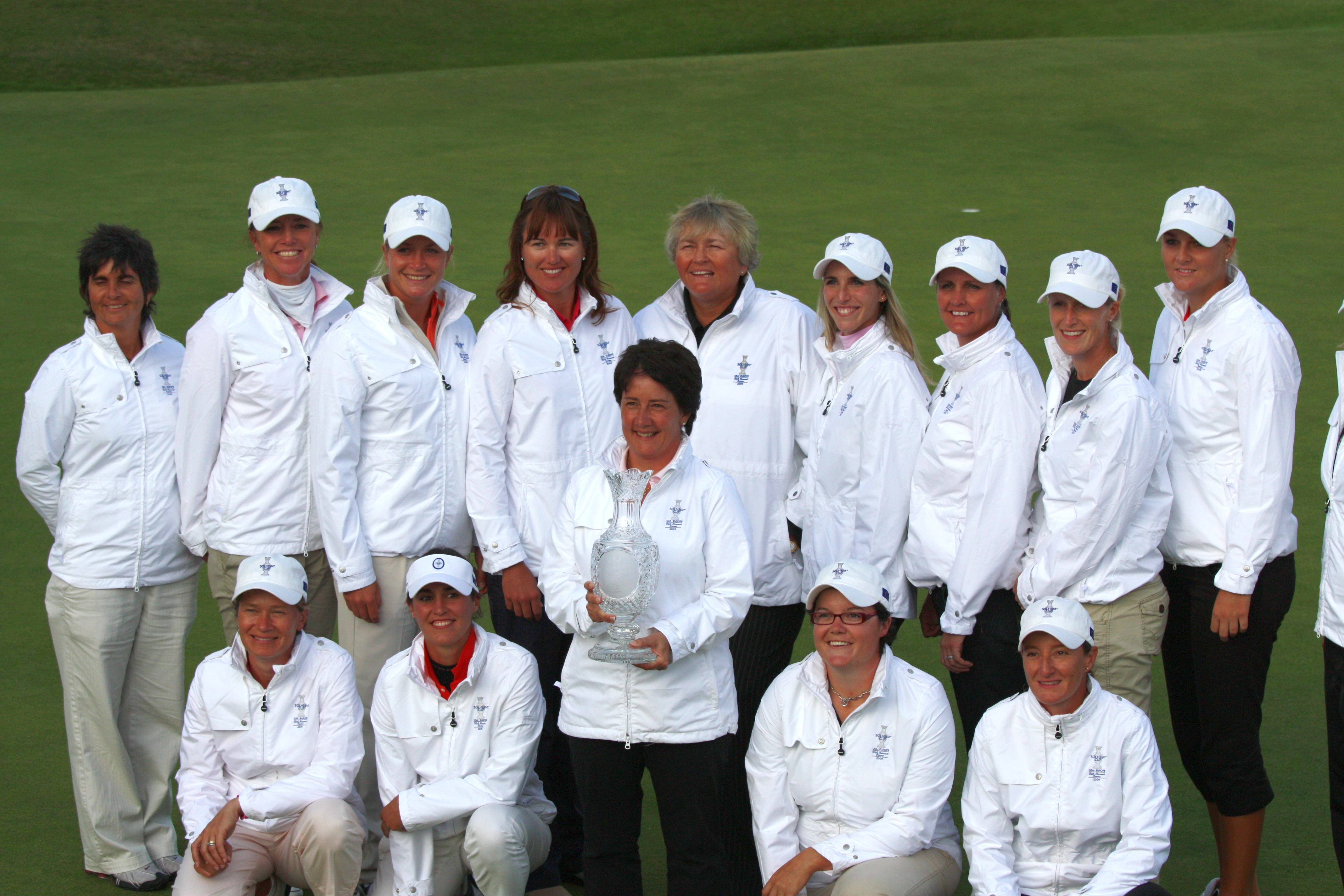
Solheim Cup, Luna staat in de bovenste rij, 4de van rechts

Diana Luna (Rome, 3 september 1982) is een professioneel golfer uit Rome. 
Luna werd op 8 oktober 2001 professional. In 2004 won zij het Tenerife Open. 
In 2009 eindigde Luna met een score van -8 op de tweede plaats bij het Ladies Open op Broekpolder. Daarna won ze het Iers Open op Portmarnock en de SAS Masters. Ze werd nummer 6 van de Europese ranglijst. Door haar twee overwinningen werd Luna als eerste Italiaanse speelster ooit gekozen voor het Europese team van de Solheim Cup.
Diana Luna is getrouwd met Orlandini del Beccuto, ze wonen in Cannes. In 2010 kregen zij een dochter.
In 2011 won ze het Duits Open met een score van -24, zonder een enkele bogey te maken. Ook bereikte zij de eerste plaats op de Henderson Money List (na Christel Boeljon).

## Gewonnen

### Ladies European Tour
- 2004: Tenerife Ladies Open (-9)
- 2009: AIB Ladies Irish Open (-11), SAS Ladies Masters (-12)
- 2011: Unicredit Ladies German Open (-24), Deutsche Bank Ladies Swiss Open (-13)

## Teams
- Solheim Cup: 2009